# Los Navalmorales
Los Navalmorales är en ort i Spanien.   Den ligger i provinsen Toledo och regionen Kastilien-La Mancha, i den centrala delen av landet, 110 km sydväst om huvudstaden Madrid. Los Navalmorales ligger 667 meter över havet och antalet invånare är 2 759.
Terrängen runt Los Navalmorales är platt åt nordväst, men åt sydost är den kuperad. Terrängen runt Los Navalmorales sluttar norrut. Runt Los Navalmorales är det glesbefolkat, med 14 invånare per kvadratkilometer. Närmaste större samhälle är Navahermosa, 17,8 km sydost om Los Navalmorales. 